# ハンフリー・バトラー (初代レインズバラ伯爵)
初代レインズバラ伯爵ハンフリー・バトラー（英語: Humphrey Butler, 1st Earl of Lanesborough PC (Ire)、1700年頃 – 1768年4月11日）は、アイルランド貴族。

## 生涯
初代レインズバラ子爵ブリンズリー・バトラーとキャサリン・プーリー（Catherine Pooley、1676年11月10日洗礼 – 1759年12月13日、ネヴィル・プーリーの娘）の息子として、1700年頃に生まれた。
1725年から1735年までベルターベット選挙区の代表としてアイルランド庶民院議員を務め、1727年にキャバン県長官（High Sheriff of County Cavan）を、1728年にウェストミーズ県長官を務めた。また、キャバン県総督（Governor of County Cavan）も務めた。
1736年3月6日に父が死去すると、レインズバラ子爵の爵位を継承、23日にアイルランド貴族院議員に就任した。1749年11月15日にアイルランド枢密院の枢密顧問官に任命され、1756年7月20日にレインズバラ伯爵に叙された。アイルランド大法官の初代ボウズ男爵ジョン・ボウズが病気を患っている最中の1760年3月14日、その代理としてアイルランド貴族院議長を務めた。
1768年4月11日にダブリンで死去、13日に同地で埋葬された。一人息子ブリンズリーが爵位を継承した。

## 家族
1726年5月、メアリー・ベリー（Mary Berry、1761年12月19日没、ウィリアム・ベリーの娘）と結婚、1男をもうけた。
- ブリンズリー（1728年 – 1779年） - 第2代レインズバラ伯爵